# Pleurotaenium tridentulum
Pleurotaenium tridentulum là một loài Song tinh tảo trong họ Desmidiaceae, thuộc chi Pleurotaenium.